# Coup d'État de 2017 à Louhansk
Pour les articles homonymes, voir Louhansk (homonymie).
Guerre du Donbass
Le coup d’État de 2017 à Louhansk est un événement politico-militaire de la guerre du Donbass, ayant eu lieu du 20 au 24 novembre 2017 à Louhansk (exonyme Lougansk en russe), capitale de la république populaire de Lougansk — État dont la légitimité n'est pas reconnue par la communauté internationale. Il se solde par la démission du leader séparatiste prorusse Igor Plotnitski, remplacé par son ministre de l'Intérieur Igor Kornet et par son chef des services secrets Leonid Passetchnik.
Les républiques séparatistes de l'est de l'Ukraine sont des endroits où peu de journalistes sont autorisés à enquêter, ce qui fait que bien que le coup d’État ait été couvert par l'agence de presse ukrainienne UNIAN, seul un article de Ouest-France y fait référence le 22 novembre dans la presse francophone, avant d'être repéré et diffusé avec deux jours de retard dans la presse francophone le même jour par Le Figaro et le Courrier International le 24 novembre 2017.

## Événements
Le lundi 20 novembre 2017, le président de l'autoproclamée république populaire de Lougansk, Igor Plotnitski — qui avait déjà survécu à un attentat en août 2016 — décide de limoger son ministre de l'Intérieur, Igor Kornet. En effet, ce dernier était de plus en plus ambitieux et contestait l'autorité de Plotnitski. Kornet refuse, et aussitôt, le centre-ville de Louhansk est bouclé par des hommes en armes non identifiés.
Le lendemain, mardi 21 novembre 2017, environ 150 soldats et 30 blindés se déploient dans Louhansk. Les soldats portent un uniforme vert sans insigne mais portant le ruban blanc des séparatistes prorusses, ce qui leur vaudra le surnom de « petits hommes verts » de la part des Ukrainiens. Ce surnom était également celui donné aux soldats russes sans insignes qui avaient pris le contrôle de la Crimée en 2014, la presse et les autorités ukrainiennes se demandant si les soldats pro-Kornet ne seraient pas en réalité des soldats russes envoyés par le Kremlin qui aurait décidé d'unifier les deux républiques séparatistes. En réaction, Plotnitski renforce la sécurité autour des bâtiments de sa présidence. La télévision et la radio sont interrompues, et les écoles du centre-ville sont fermées. Kornet, qui continue encore à ce moment à se revendiquer comme étant le ministre de l'Intérieur, exige des poursuites contre plusieurs personnalités de la région, qu'il accuse de collaborer avec Kiev « pour nuire aux intérêts du peuple et de la république de Louhansk ». Dans la nuit du 21 au 22 novembre, une colonne de blindés de l'autre république séparatiste, la république populaire de Donetsk, se déploie dans Louhansk afin de soutenir les putschistes pro-Kornet. Plotnitski aurait alors fui la ville dans un convoi motorisé.
Le mercredi 22 novembre, Kiev se dit prêt à réagir pour protéger ses civils, le président ukrainien Petro Porochenko ayant réuni un conseil de défense et de sécurité dans la nuit. Les points de contrôle pour accéder aux zones contrôlées par Donetsk et Louhansk sont renforcés. Profitant des divisions entre les différentes factions séparatistes prorusses, l'Armée ukrainienne reprend 3 villages et des hauteurs stratégiques près de Debaltseve.
Le jeudi 23 novembre, les pro-Kornet arrêtent le procureur général de Louhansk, car celui-ci était fidèle à Plotnitski. Plotniski arrive à Moscou, d'où il dénonce un coup d’État. L'Armée ukrainienne poursuit sur sa lancée, et tente de reconquérir le village de Krimskoe, à une quarantaine de kilomètres au nord de Louhansk. Les combats entre les séparatistes et les militaires causent la mort de 5 soldats ukrainiens.
Le vendredi 24 novembre, profitant des difficultés de communication côté séparatiste provoquées par la fuite de Plotniski, une troupe tactique ukrainienne reconquiert les localités de Travneve et Hladosove, qui se trouvaient depuis 2015 dans le no man’s land nord du bastion séparatiste de Horlivka. Leonid Passetchnik, le chef des services secrets de la république de Lougansk, proclame la démission de Igor Plotnitski, officiellement « pour des raisons de santé ». Passetchnik annonce prendre la tête de la république de Lougansk par intérim en attendant l'organisation d'élections. Interrogée vendredi soir par l'AFP, une porte-parole de Plotnitski a indiqué « ne pas être en mesure actuellement de commenter cette information ».